# 大藤ちゃんネル345
『大藤ちゃんネル345』（だいとうちゃんネルさんよんご）は、1992年10月5日から1993年4月2日まで中京テレビで放送された生活情報番組。
この項目では、1993年4月5日から1994年4月1日まで同局で放送された後継番組『大藤ちゃんネル350』（だいとうちゃんネルさんごうぜろ）についても触れる。

## 概要
当時中京テレビのアナウンサーだった大藤晋司が、東海3県での生活に役立つ様々な情報を紹介していた番組シリーズである。この番組以前に同枠で放送されていた『テレポトフ』と同様に、月曜から金曜までの帯で放送されていた。
いずれも平常放送時には夕食の買い物情報・健康維持の秘訣・保険や税金に関する豆知識など、この時間帯の主な視聴者層である主婦向けの情報を紹介していたが、その一方で学生が長期休暇に入るシーズンになると、スキーゲレンデの情報や卒業旅行に関する情報といった学生向けのテーマを取り扱うこともあった。また、『大藤ちゃんネル350』への改題以降は、外部からの出演者を招いてのレギュラーコーナー「マンガでわかる心理学」を放送していた。

## 放送時間
いずれもJST。

### 大藤ちゃんネル345
- 月曜 - 木曜 15:45 - 16:00、金曜 15:51 - 16:00 （1992年10月 - 1993年4月） - 金曜放送分のみ15:45から『家づくり』というミニ番組が編成されていた関係から9分枠で放送。

### 大藤ちゃんネル350
- 月曜 - 金曜 15:50 - 16:00 （1993年4月 - 1994年4月） - 直前の時間帯に放送されていた『ごくらく生テレビ』が『ザ・ワイド』へとリニューアルするのに伴い、以後は週5日間全て10分枠で放送。